# Kézdi Árpád
| Kézdi Árpád. Magyar életrajzi Lexikon. OSZK. MEK. | Kézdi Árpád. Magyar életrajzi Lexikon. OSZK. MEK. |
| Kattints az alábbi külső linkek egyikére!         | Kattints az alábbi külső linkek egyikére!         |
| ------------------------------------------------- | ------------------------------------------------- |
| Nem található szabad kép.(?)                      |                                                   |
| külső link · jogvédett                            | Kézdi Árpád                                       |

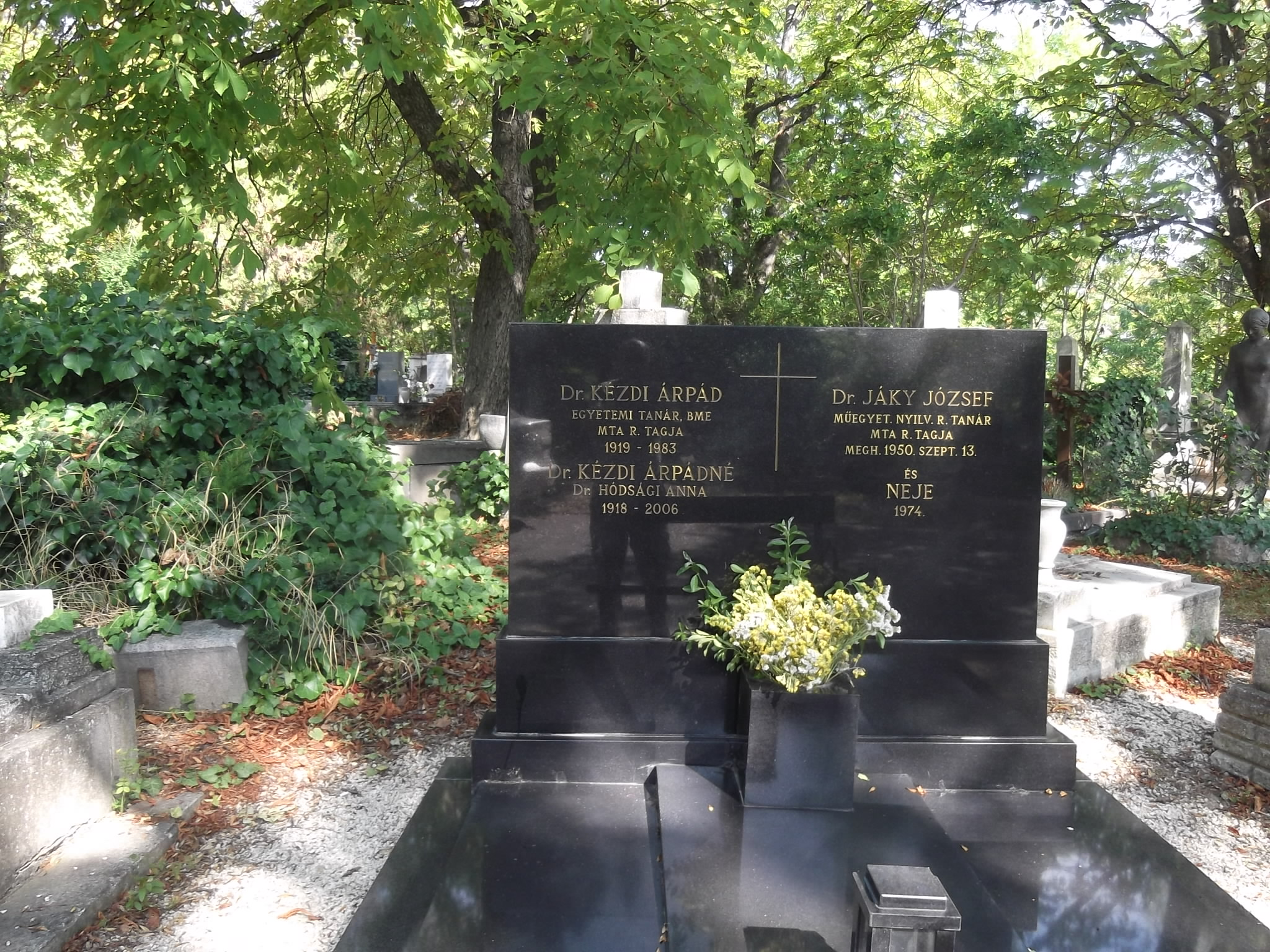
Kézdi Árpád sírja a Farkasréti Temetőben

Kézdi Árpád, 1947-ig Kalcher Árpád (Komárom, 1919. november 19. – Budapest, 1983. október 20.) építőmérnök, a műszaki tudomány kandidátusa (1952) és doktora (1958), a Magyar Tudományos Akadémia rendes tagja. A talajmechanika és geotechnika terén kifejtett elméleti és gyakorlati munkásságának köszönhetően az alapozási mérnöki munkálatok világszerte elismert szakembere volt. Három évtizeden keresztül, 1951-től 1982-ig vezette a Budapesti Műszaki Egyetem geotechnikai tanszékét.

## Életútja
Mérnöki oklevelét 1942-ben szerezte meg a budapesti József Nádor Műszaki és Gazdaságtudományi Egyetemen. Már 1941-től a műegyetem vasútépítési, talajmechanikai és alapozástani (később geotechnikai) tanszékén gyakornokoskodott Jáky József mellett. 1942-től tanársegédként, 1943-tól pedig adjunktusként oktatott a tanintézményben. 1944 végén mozgósították és Németországba vezényelték, ahol 1945-ben amerikai hadifogságba esett. 1946-ban tért haza, s folytatta az oktatótevékenységet a műegyetemi geotechnikai tanszék adjunktusaként. 1948–1950-ben a vasúti műtárgyak témakörének meghívott előadója volt, 1951-ben pedig intézeti tanári feladatokat is ellátott. 1951-től 1982-ig a geotechnikai tanszék vezetője volt, 1953 után docensi, 1961-től tanszékvezető egyetemi tanári címmel (1952 és 1967 között a műegyetemből szervezetileg kivált Építőipari és Közlekedési Műszaki Egyetem keretei között). 1960-ban műszaki doktori oklevelet szerzett a Budapesti Műszaki Egyetemen (BME), 1961–1963-ban az Építőipari és Közlekedési Műszaki Egyetem oktatási, 1972–1975-ben pedig a BME tudományos rektorhelyettese volt.
1951-ben feleségül vette Hódsági Annát. Három gyermekük született: Kézdi Andrea (1952), Kézdi Alice (1954) és Kézdi Árpád (1956). A Farkasréti temetőben nyugszik.

## Munkássága
Kutatásai elsősorban a talajmechanikára, a talaj fizikai tulajdonságainak és viselkedésének mérnöki megközelítésű, átfogó geotechnikai vizsgálatára irányultak. A földnyomás-elméletek összefoglalásával és továbbfejlesztésével, a rézsűk és lejtős földtömegek állékonyságának, a talajok teherbírásának, a külső dinamikus hatások (pl. földrengés) előidézte tranziens folyamatok vizsgálatával jelentősen hozzájárult a földművek, az alapozási és talajszilárdítási mérnöki munkálatok elméleti megalapozásához. E talajfizikai vizsgálatok mellett behatóan foglalkozott a talajok anyagi összetételével és vízforgalmával, a talajjal mint építőanyaggal, az útstabilizálás és teherbírás-javító cölöpalapozás módszertanával.
Pályája során mintegy másfél száz tanulmányt és közel félszáz könyvet írt, amelyek közül kiemelkedik a négy kötetben, német és angol nyelven megjelent talajmechanikai monográfiája.

## Társasági tagságai és elismerései
1970-ben a Magyar Tudományos Akadémia levelező, 1976-ban rendes tagjává választották, több éven át töltötte be a talaj- és kőzetmechanikai bizottság elnöki tisztét. 1973 és 1977 között a Nemzetközi Talajmechanikai és Alapozástudományi Társaság (International Society for Soil Mechanics and Foundation Engineering, ISSMFE) európai alelnöke volt, emellett tagja volt a Brit Mérnökegyletnek (British Engineers Club) és 1956-tól tiszteleti tagja a Német Földmű- és Alapozástudományi Társaságnak (Deutsche Gesellschaft für Erd- und Grundbau).
Tudományos érdemei elismeréseként 1962-ben Jáky József-díjat kapott. 1966-ban Állami Díj II. fokozatával tüntették ki talajmechanikai elméleti és gyakorlati kutatásaiért. 1971-ben a Drezdai Műszaki Egyetem, 1972-ben a Bécsi Mezőgazdasági Főiskola díszdoktorává avatták.

## Főbb művei
- Különleges feladatok a talajmechanika köréből. Budapest, Felsőoktatási Jegyzetellátó, 1950, 70 p.
- Talajmechanika I–II. Budapest, Tankönyvkiadó, 1952–1954.
- Földművek sztatikájának korszerű eljárásai. Budapest, Felsőoktatási Jegyzetellátó, 1955, 61 p.
- Rezgések hatása a talajra. Budapest, Felsőoktatási Jegyzetellátó, 1955, 94 p.
- Kísérleti cementtalaj utak építése és kipróbálása. Budapest, Tankönyvkiadó, 1955.
- Földművek I–II.: Egyetemi tankönyv. Budapest, Tankönyvkiadó, 1957, 463 p. (Póczy Mihállyal)
- Alagutak, alapozás, földművek, talajmechanika. Budapest, Terra, 1960, 252 p. (Széchy Károllyal)
- Talajmechanikai praktikum: Egyetemi tankönyv. Budapest, Tankönyvkiadó, 1961, 208 p.
- Erddrucktheorien. Berlin–Göttingen–Heidelberg, Springer, 1962, 319 p.
- Talajstabilizáció. Budapest, Tankönyvkiadó, 1962, 103 p.
- Talajmechanika és alapozás. Budapest, Tankönyvkiadó, 1964, 211 p. (Varga Lászlóval)
- Geotechnika. Budapest, Tankönyvkiadó, 1965, 236 p.
- Talajmechanika. Budapest, Tankönyvkiadó, 1965, 275 p.
- Földművek. Budapest, Tankönyvkiadó, 1965, 368 p.
- Stabilizált földutak. Budapest, Akadémiai, 1967, 355 p.
Németül: Stabilisierte Erdstrassen. Berlin–Budapest, Bauwesen–Akadémiai, 1973, 327 p.
Angolul: Stabilized earth roads. Amsterdam–Budapest, Elsevier–Akadémiai, 1979, 327 p.
- Soil physics. Budapest, Vituki, 1968, 96 p.
- Erdbauten: Standsicherheit und Entwässerung. Düsseldorf–Budapest, Werner–Akadémiai, 1969, 403 p. (Markó Ivánnal)
- Handbuch der Bodenmechanik I–IV. Berlin–Budapest, Bauwesen–Akadémiai, 1969–1976.
Angolul: Handbook of soil mechanics I–IV. Amsterdam–Budapest, Elsevier–Akadémiai, 1974.
- Földművek: Víztelenítés. Budapest, Műszaki, 1974, 298 p. (Markó Ivánnal)
- Fázismozgások szemcsés halmazokban. Budapest, BME Továbbképző Intézete, 1975, 73 p.
- Talajfizikai vizsgálatok. Budapest, BME Továbbképző Intézete, 1975, 73 p.
Németül: Fragen der Bodenphysik. Düsseldorf–Budapest, VDI–Akadémiai, 1976, 148 p.
Angolul: Soil physics: Selected topics. Budapest–Amsterdam, Akadémiai–Elsevier, 1979, 160 p.
- Talajmechanika: Példák és esettanulmányok. Budapest, Tankönyvkiadó, 1976, 271 p.
- Talajmechanika és alapozás. Budapest, Tankönyvkiadó, 1981, 274 p. (Farkas Józseffel)

## Elismerései
- Jáky József-emlékérem (1962)[2]
- A Magyar Népköztársaság Állami Díja (1966)[2]
- Munka Érdemrend (arany, 1979)[2]
- Szocialista Magyarországért Érdemrend (1983)[2]

## További irodalom
- Kézdi Árpád. in: Mélyépítéstudományi Szemle 1983.
- Halász Ottó: Dr. Kézdi Árpád 1919–1983. in: Építés – Építészettudomány XVI. 1984. 1–2. sz. 3–4.
- Dr. Kézdi Árpád. in: Hidrológiai Közlöny LXIV. 1984. 4. sz. 213.
- Szabó János: Kézdi Árpád (1919–1983). in: Magyar Tudomány XXIX. 1984. 7–8. sz. 637–639.
- Life and work of Prof. Árpád Kézdi. in: Acta Technica 1985.